# Nati il 29 marzo
| Questa pagina contiene informazioni ricavate automaticamente dalle voci biografiche con l'ausilio del template Bio e di un bot. L'aggiornamento è periodico e automatico e ricostruisce completamente la pagina. Se manca una persona in questa lista, sei pregato di non aggiungerla, ma accertati piuttosto che la sua voce biografica contenga il template Bio e che i dati anagrafici siano correttamente compilati. Se il template Bio manca, inseriscilo tu stesso o, in alternativa, metti l'avviso {{tmp\|Bio}} che ne segnala la mancanza. Se i dati riportati sono sbagliati, correggi direttamente la voce biografica; le modifiche saranno visibili in questa lista entro pochi giorni. Per chiarimenti vedi il progetto biografie. La lista contiene solo le 1.159 persone che sono citate nell'enciclopedia e per le quali è stato implementato correttamente il template Bio. Pagina aggiornata al 17 ago 2025. |

## XII secolo(1)
- 1187 - Arturo I di Bretagna, nobile († 1203)

## XIII secolo(1)
- 1281 - Castruccio Castracani, militare e politico italiano († 1328)

## XIV secolo(5)
- 1311 - Amedeo III di Ginevra, conte († 1367)
- 1369 - Federico I di Sassonia, nobile tedesco († 1428)
- 1373 - Maria d'Alençon, nobile († 1417)
- 1395 - John Holland, II duca di Exeter, nobile e militare inglese († 1447)
- 1400 - Bernardo d'Armagnac, conte di Pardiac, nobile francese († 1462)

## XV secolo(4)
- 1435 - Francesco IV Ordelaffi, nobile italiano († 1466)
- 1466 - Petrus Blomevenna, teologo, scrittore e monaco cristiano tedesco († 1536)
- 1468 - Carlo I di Savoia, nobile († 1490)
- 1495 - Leonhard Paminger, compositore austriaco († 1567)

## XVI secolo(11)
- 1507 - Enrico II di Münsterberg-Oels, nobile boemo († 1548)
- 1517 - Carlo Carafa, cardinale e militare italiano († 1561)
- 1527 - Zaccaria Dolfin, cardinale, vescovo cattolico e diplomatico italiano († 1583)
- 1539 - Johann Fleischer, teologo tedesco († 1593)
- 1546 - Anne de Perusse d'Escars de Giury, cardinale francese († 1612)
- 1553 - Vikentios Kornaros, poeta greco
- 1561 - Santorio Santorio, medico, filosofo e fisiologo italiano († 1636)
- 1584 - Ferdinando Fairfax, II lord Fairfax di Cameron, politico e generale inglese († 1648)
- 1588 - Margherita Aldobrandini, sovrana italiana († 1646)
- 1590 - Agnese Maddalena di Anhalt-Dessau, principessa († 1626)
- 1600 - Ramiro Felipe Núñez de Guzmán, politico spagnolo († 1668)

## XVII secolo(13)
- 1602 - John Arrowsmith, teologo inglese († 1659)
- 1602 - John Lightfoot, teologo inglese († 1675)
- 1613 - Louis-Isaac Lemaistre de Sacy, teologo, biblista e umanista francese († 1684)
- 1627 - Filiberta Madruzzo, nobildonna italiana († 1649)
- 1641 - Johann Zahn, inventore e religioso tedesco († 1707)
- 1643 - Louis Phélypeaux, politico e funzionario francese († 1727)
- 1646 - Benedetto Menzini, poeta italiano († 1704)
- 1664 - Bernardo Maria Conti, cardinale e vescovo cattolico italiano († 1730)
- 1674 - Johan Jacob Döbelius, medico tedesco († 1743)
- 1678 - Giovanni Francesco Bagnoli, pittore italiano († 1712)
- 1682 - Matteo Ripa, missionario italiano († 1746)
- 1686 - Bernardino Ignazio Roero di Cortanze, francescano e arcivescovo cattolico italiano († 1747)
- 1700 - Charles Cornwallis, I conte Cornwallis, nobile e politico inglese († 1762)

## XVIII secolo(35)
- 1706 - Francesco Antonio La Fornara, cantante italiano († 1781)
- 1708 - Johann Christian Vollerdt, pittore tedesco († 1769)
- 1719 - John Hawkins, musicista, saggista e musicologo inglese († 1789)
- 1721 - Segherio Felice Seghieri, vescovo cattolico italiano († 1759)
- 1729 - Giovanni Battista Carboni, scultore e critico d'arte italiano († 1790)
- 1729 - Andrea Memmo, letterato, politico e diplomatico italiano († 1793)
- 1730 - Michele Vecchio, pittore italiano († 1799)
- 1733 - Joseph Leonhard Banniza von Bazan, giurista austriaco († 1800)
- 1735 - Johann Karl August Musäus, scrittore tedesco († 1787)
- 1739 - Giovanni Battista Pasinato, religioso, fisico e botanico italiano († 1800)
- 1740 - Jean Samuel Guisan, ingegnere svizzero († 1801)
- 1747 - Johann Lorenz Blessig, teologo tedesco († 1816)
- 1747 - Johann Wilhelm Hässler, compositore, organista e pianista tedesco († 1822)
- 1757 - Carl Axel Arrhenius, chimico e militare svedese († 1824)
- 1759 - Alexander Chalmers, scrittore e giornalista britannico († 1834)
- 1760 - William Jones, politico statunitense († 1831)
- 1764 - Bartolomeo Carrea, scultore italiano († 1839)
- 1769 - Friedrich Accum, chimico tedesco († 1838)
- 1769 - Nicolas Jean-de-Dieu Soult, generale francese († 1851)
- 1772 - Domenico Narni Mancinelli, arcivescovo cattolico italiano († 1848)
- 1774 - Giovanni Battista Zannoni, presbitero, letterato e archeologo italiano († 1832)
- 1777 - William Gell, archeologo, illustratore e viaggiatore britannico († 1836)
- 1779 - Henry Greville, III conte di Warwick, politico inglese († 1853)
- 1780 - Jørgen Jørgensen, avventuriero, agente segreto e scrittore danese († 1841)
- 1784 - Luigi Blanch, economista, politico e storico italiano († 1872)
- 1784 - Francesco Icheri di Malabaila, vescovo cattolico italiano († 1845)
- 1787 - Thomas Dyke Acland, politico inglese († 1871)
- 1788 - Gaetano Baluffi, cardinale e arcivescovo cattolico italiano († 1866)
- 1788 - Carlo Emanuele La Marmora, politico e militare italiano († 1854)
- 1788 - Carlo Maria Isidoro di Borbone-Spagna, nobile spagnolo († 1855)
- 1789 - Luigi Fransoni, arcivescovo cattolico italiano († 1862)
- 1790 - John Tyler, politico statunitense († 1862)
- 1791 - William MacKenzie, oculista scozzese († 1868)
- 1798 - Vincenzo Rozzolino, vescovo cattolico italiano († 1855)
- 1799 - Edward Smith-Stanley, XIV conte di Derby, politico inglese († 1869)

## XIX secolo(153)
- 1802 - Jean Louis Auguste Commerson, aforista, drammaturgo e giornalista francese († 1879)
- 1802 - Johann Moritz Rugendas, pittore tedesco († 1858)
- 1802 - Camillo Versari, medico, patologo e patriota italiano († 1880)
- 1805 - Boleslav Stanislavovič Potocki, nobile e politico russo († 1893)
- 1805 - Eugène Schneider, imprenditore e politico francese († 1875)
- 1806 - Victor Loche, militare e naturalista francese († 1863)
- 1809 - Errico Alvino, architetto e urbanista italiano († 1876)
- 1813 - John Letcher, politico statunitense († 1884)
- 1813 - Giovanni Ricci, militare e politico italiano († 1892)
- 1815 - Henry Bartle Frere, politico britannico († 1884)
- 1815 - Henri Justamant, ballerino e coreografo francese († 1890)
- 1815 - Nicola D'Apolito, chirurgo e scienziato italiano († 1862)
- 1816 - Auguste Alfred de Montaigu, generale francese († 1888)
- 1816 - Giacomo Stefani, presbitero, educatore e patriota italiano († 1888)
- 1818 - Consalvo Carelli, pittore italiano († 1900)
- 1819 - Diego Aliprandi, politico italiano († 1910)
- 1819 - Edwin Drake, inventore statunitense († 1880)
- 1822 - Joseph Quinaux, pittore belga († 1895)
- 1823 - Sidney Frances Bateman, attrice teatrale, commediografa e direttrice teatrale statunitense († 1881)
- 1824 - Ludwig Büchner, medico e filosofo tedesco († 1899)
- 1824 - Maria Ferrari, educatrice e filantropa italiana († 1896)
- 1825 - Francesco Faà di Bruno, matematico e presbitero italiano († 1888)
- 1825 - Francesco Oliboni, presbitero e missionario italiano († 1858)
- 1826 - Christian Almer, alpinista svizzero († 1898)
- 1826 - Wilhelm Liebknecht, politico e giornalista tedesco († 1900)
- 1827 - Ernst Friedrich Wilhelm Klinkerfues, astronomo tedesco († 1884)
- 1827 - Ernesto Rossi, attore teatrale italiano († 1896)
- 1829 - Pietro Moro, politico italiano († 1900)
- 1829 - Domenico Primerano, militare e politico italiano († 1911)
- 1830 - Rinaldo Barbetti, artista e disegnatore italiano († 1904)
- 1830 - Pietro Scalcerle, patriota italiano († 1849)
- 1831 - Amelia Edith Barr, scrittrice britannica († 1919)
- 1831 - Antonio Cardarelli, medico, patologo e politico italiano († 1927)
- 1831 - Thomas Lemuel James, politico statunitense († 1916)
- 1832 - Theodor Gomperz, storico e filosofo austriaco († 1912)
- 1834 - Girolamo Maria Gotti, cardinale e arcivescovo cattolico italiano († 1916)
- 1834 - János Kriesch, zoologo, agronomo e biologo ungherese († 1888)
- 1837 - Robert Sahlberg, compositore di scacchi svedese († 1922)
- 1838 - Eduardo de Martino, pittore, ufficiale e marinaio italiano († 1912)
- 1839 - Giuseppe Ellena, militare italiano († 1918)
- 1840 - Matteo Albertone, generale italiano († 1919)
- 1841 - Camille de La Forgue de Bellegarde, militare e cavaliere francese († 1905)
- 1842 - Émile Boisseau, scultore francese († 1923)
- 1842 - Friedrich von Hellwald, geografo e storico austriaco († 1892)
- 1843 - Paul Gottereau, architetto francese († 1924)
- 1843 - Frances Wisebart Jacobs, docente e filantropa statunitense († 1892)
- 1843 - Georg Treu, archeologo russo († 1921)
- 1844 - Armin Pavić, linguista croato († 1914)
- 1846 - Nikolaj Nikolaevič Šipov, ufficiale russo († 1911)
- 1847 - Camillo Bianchi, politico e imprenditore francese († 1927)
- 1850 - Ramachandra Vitthala Rao, principe indiano († 1892)
- 1853 - Pavel von Benckendorff, militare tedesco († 1921)
- 1853 - Giuseppe Mor, poeta italiano († 1923)
- 1853 - Elihu Thomson, ingegnere e inventore statunitense († 1937)
- 1855 - Julius Bredt, chimico tedesco († 1937)
- 1855 - Georges Rivière, pittore, critico d'arte e collezionista d'arte francese († 1943)
- 1856 - Giulio Fano, fisiologo italiano († 1930)
- 1857 - Grigore Manolescu, attore teatrale rumeno († 1892)
- 1859 - Herman Bemberg, compositore tedesco († 1931)
- 1859 - Auguste Béhal, chimico francese († 1941)
- 1859 - Pietro Cogliolo, avvocato, giurista e politico italiano († 1940)
- 1859 - Ambroise Gardeil, teologo, presbitero e predicatore francese († 1931)
- 1859 - Giovanni Pastorelli, militare italiano († 1911)
- 1860 - Francesco Meneguzzo, scultore italiano († 1930)
- 1860 - Christen Raunkiær, botanico danese († 1938)
- 1861 - Ettore Lambertini, ingegnere italiano († 1936)
- 1861 - Paul Ranson, pittore francese († 1909)
- 1864 - Concino Concini, funzionario e politico italiano († 1946)
- 1864 - Leopold Schmutzler, pittore ceco († 1940)
- 1865 - Stephen Bonsal, storico e giornalista statunitense († 1951)
- 1865 - Géza Lukachich von Somorja, generale austro-ungarico († 1943)
- 1866 - Giuseppe Felice Checcacci, compositore, direttore d'orchestra e scrittore italiano († 1951)
- 1866 - Louis Francescon, missionario italiano († 1964)
- 1867 - Cy Young, giocatore di baseball statunitense († 1955)
- 1868 - Fabian Barcata, progettista, religioso e missionario italiano († 1954)
- 1868 - Richard Émile Augustin de Candolle, botanico svizzero († 1920)
- 1869 - Luigi Basile, politico italiano († 1951)
- 1869 - Luigi Di Lella, prefetto e politico italiano († 1957)
- 1869 - Edwin Lutyens, architetto e designer britannico († 1944)
- 1870 - Alexandre Besredka, biologo e immunologo ucraino († 1940)
- 1870 - Elliott Dexter, attore statunitense († 1941)
- 1872 - Stefano Bersani, pittore e decoratore italiano († 1914)
- 1872 - Giorgio Dal Piaz, geologo e paleontologo italiano († 1962)
- 1872 - Italo Pacchioni, inventore e fotografo italiano († 1940)
- 1873 - Tullio Levi-Civita, matematico e fisico italiano († 1941)
- 1873 - Billy Quirk, attore statunitense († 1926)
- 1873 - Peig Sayers, scrittrice irlandese († 1958)
- 1874 - Rupert Guinness, II conte di Iveagh, politico e filantropo irlandese († 1967)
- 1874 - Lou Hoover, first lady statunitense († 1944)
- 1874 - Rudolf Maister, generale, attivista e poeta jugoslavo († 1934)
- 1875 - Johan Edman, tiratore di fune svedese († 1927)
- 1875 - Arthur Wood, velista britannico († 1939)
- 1876 - Iōannīs Geōrgiadīs, schermidore greco († 1960)
- 1876 - Joseph Schmidlin, presbitero e teologo francese († 1944)
- 1876 - Vasilij Tichomirov, ballerino e coreografo russo († 1956)
- 1876 - Fritz Traun, tennista, velocista e mezzofondista tedesco († 1908)
- 1877 - Alberto Beneduce, dirigente pubblico, economista e politico italiano († 1944)
- 1877 - Jules Boucherit, violinista e insegnante francese († 1962)
- 1877 - Karol Frycz, pittore, regista e scenografo polacco († 1963)
- 1878 - Elena Farago, poetessa, traduttrice e scrittrice rumena († 1954)
- 1879 - Alan Gardiner, egittologo britannico († 1963)
- 1879 - Frank Kugler, lottatore, sollevatore e tiratore di fune tedesco († 1952)
- 1880 - Walter Guinness, I barone Moyne, politico britannico († 1944)
- 1880 - Rosina Lhévinne, pianista russa († 1976)
- 1880 - Harold Spencer Jones, astronomo inglese († 1960)
- 1881 - Alexander Moritz Frey, scrittore tedesco († 1957)
- 1881 - Tiest van Gestel, arciere olandese († 1969)
- 1881 - Otto Hooff, tuffatore tedesco († 1960)
- 1881 - Charles Jarvis, militare britannico († 1948)
- 1881 - John Taintor Foote, scrittore, commediografo e sceneggiatore statunitense († 1950)
- 1882 - Antonio Gasbarrini, medico italiano († 1963)
- 1883 - Evaristo Boncinelli, scultore italiano († 1946)
- 1883 - Raffaele De Caro, avvocato e politico italiano († 1961)
- 1883 - Guido Ferrando, anglista, filosofo e teosofo italiano († 1969)
- 1884 - Ed Archibald, astista canadese († 1965)
- 1884 - Pierre Dumont, pittore francese († 1936)
- 1885 - Dezső Kosztolányi, poeta, scrittore e giornalista ungherese († 1936)
- 1886 - Giuseppe Guindani, pittore italiano († 1946)
- 1886 - Aarne Pohjonen, ginnasta finlandese († 1938)
- 1887 - Cecil Holland, attore e truccatore britannico († 1973)
- 1887 - Phahon Phonphayuhasena, politico e generale thailandese († 1947)
- 1888 - Bror Fock, mezzofondista svedese († 1964)
- 1888 - Per Jespersen, ginnasta norvegese († 1964)
- 1888 - Vincent Mangano, mafioso italiano
- 1889 - Warner Baxter, attore e cantante statunitense († 1951)
- 1889 - Howard Lindsay, drammaturgo, attore e sceneggiatore statunitense († 1968)
- 1889 - Pantaleone Rapino, militare italiano († 1918)
- 1890 - Alberto Mario Bedarida, matematico italiano († 1957)
- 1890 - Luigi Carbonari, imprenditore italiano († 1957)
- 1890 - Willibald von Langermann und Erlencamp, generale tedesco († 1942)
- 1891 - Yvan Goll, scrittore, poeta e drammaturgo francese († 1950)
- 1891 - Alfred Neubauer, dirigente sportivo austriaco († 1980)
- 1892 - József Mindszenty, cardinale e arcivescovo cattolico ungherese († 1975)
- 1892 - Caridad Mercader, guerrigliera spagnola († 1975)
- 1893 - Gino Baroncini, sindacalista e dirigente d'azienda italiano († 1970)
- 1893 - Dora Carrington, pittrice britannica († 1932)
- 1893 - Arthur Gäbelein, calciatore tedesco († 1964)
- 1894 - Franz Planer, direttore della fotografia austriaco († 1963)
- 1895 - Giovanni Giua, ingegnere e ufficiale italiano († 1997)
- 1895 - Ernst Jünger, scrittore, militare e filosofo tedesco († 1998)
- 1895 - Pierino Piacco, ciclista su strada italiano († 1974)
- 1896 - Wilhelm Ackermann, matematico tedesco († 1962)
- 1896 - Raul Chiodelli, ingegnere e politico italiano († 1982)
- 1896 - Victorino Ramos Fernandes, pallanuotista brasiliano († 1983)
- 1897 - Eraldo Ilari, generale e aviatore italiano († 1972)
- 1898 - Fritz Bache, calciatore tedesco († 1959)
- 1898 - Rudolf Dassler, imprenditore tedesco († 1974)
- 1898 - Cecil Arthur Lewis, aviatore e sceneggiatore inglese († 1997)
- 1898 - Pier Carlo Restagno, banchiere, dirigente d'azienda e politico italiano († 1966)
- 1899 - Lavrentij Pavlovič Berija, politico e generale sovietico († 1953)
- 1900 - Edoardo Catto, calciatore italiano († 1963)
- 1900 - John McEwen, politico australiano († 1980)
- 1900 - Jiří Wolker, poeta ceco († 1924)

## XX secolo(905)
- 1901 - Felice Lovera, politico italiano († 1957)
- 1902 - Marcelino Agirrezabala, calciatore spagnolo († 1980)
- 1902 - Marcel Aymé, scrittore francese († 1967)
- 1902 - Martin Frič, regista ceco († 1968)
- 1902 - Armando Méndez San Martín, politico argentino († 1958)
- 1902 - Mario Rossi, direttore d'orchestra italiano († 1992)
- 1902 - William Turner Walton, compositore, direttore d'orchestra e attore inglese († 1983)
- 1903 - Luisa Anguissola-Scotti, nobildonna italiana († 2008)
- 1903 - Alberto Cucchi, imprenditore e dirigente sportivo italiano († 1969)
- 1903 - Pietro Germani, politico italiano († 1970)
- 1903 - Dietrich Prinz, ingegnere tedesco († 1989)
- 1903 - Abdon Sgarbi, calciatore italiano († 1929)
- 1904 - Jacques Canthelou, calciatore francese († 1973)
- 1904 - Anibal José, calciatore portoghese († 1976)
- 1905 - Philip Ahn, attore statunitense († 1978)
- 1905 - Edward Burra, pittore britannico († 1976)
- 1905 - Polly Luce, attrice statunitense († 1973)
- 1905 - Ermelindo Magugliani, calciatore italiano
- 1905 - Raúl González Tuñón, poeta argentino († 1974)
- 1906 - E. Power Biggs, organista e clavicembalista britannico († 1977)
- 1906 - Tamara Chanum, ballerina, coreografa e attrice sovietica († 1991)
- 1906 - Roman Schramseis, calciatore e allenatore di calcio austriaco († 1988)
- 1907 - Camillo Giardina, politico e giurista italiano († 1985)
- 1907 - William Goodsir-Cullen, hockeista su prato indiano († 1994)
- 1907 - Adolphe Touffait, calciatore francese († 1990)
- 1907 - Luigi Vallone, politico italiano († 1972)
- 1908 - Arthur O'Connell, attore statunitense († 1981)
- 1908 - Dennis O'Keefe, attore statunitense († 1968)
- 1908 - Livio Piomarta, ufficiale italiano († 1941)
- 1908 - Pavol Steiner, nuotatore e pallanuotista cecoslovacco († 1969)
- 1908 - Bob Weighton, supercentenario britannico († 2020)
- 1909 - Jack Kinney, regista, sceneggiatore e animatore statunitense († 1992)
- 1909 - Bruno Sanguinetti, politico italiano († 1950)
- 1910 - Matthias Billen, calciatore tedesco († 1989)
- 1910 - Pasquale Farina, calciatore italiano († 1992)
- 1910 - Jack Gardner, cestista e allenatore di pallacanestro statunitense († 2000)
- 1910 - Keith Clifford Hall, ottico britannico († 1964)
- 1910 - Tarcisio Petracco, partigiano e attivista italiano († 1997)
- 1910 - Marina Poggi D'Angelo, pittrice italiana († 2001)
- 1910 - Gabriele Salviati, velocista italiano († 1987)
- 1911 - Brigitte Horney, attrice tedesca († 1988)
- 1911 - Luís Mesquita de Oliveira, calciatore brasiliano († 1983)
- 1911 - Freya von Moltke, scrittrice tedesca († 2010)
- 1911 - Mario Pani, architetto messicano († 1993)
- 1912 - Ernst von Delius, pilota automobilistico tedesco († 1937)
- 1912 - Hanna Reitsch, aviatrice tedesca († 1979)
- 1912 - Zenjiro Takahashi, nuotatore e pallanuotista giapponese († 1990)
- 1913 - Georges Candilis, architetto, ingegnere e urbanista francese († 1995)
- 1913 - Niall MacGinnis, attore irlandese († 1977)
- 1913 - Anthony Oldham, militare britannico († 1992)
- 1913 - R. S. Thomas, poeta e scrittore gallese († 2000)
- 1913 - Jiří Weiss, regista cecoslovacco († 2004)
- 1914 - Kenneth Craik, psicologo scozzese († 1945)
- 1914 - Mario Girolamo Fracastoro, astronomo e fisico italiano († 1994)
- 1914 - Fulvio Montini, ciclista su strada italiano († 2003)
- 1915 - Kenneth Arnold, aviatore statunitense († 1984)
- 1915 - Amedeo De Janni, generale italiano († 2007)
- 1916 - Nicola Cavanna, vescovo cattolico italiano († 1980)
- 1916 - Grigorij Fedotov, calciatore sovietico († 1957)
- 1916 - Ursula Goetze, antifascista tedesca († 1943)
- 1916 - Eugene McCarthy, politico e poeta statunitense († 2005)
- 1917 - Herbert Saffir, ingegnere statunitense († 2007)
- 1918 - Pearl Bailey, attrice e cantante statunitense († 1990)
- 1918 - Erik Bladström, canoista svedese († 1998)
- 1918 - Pietro Borgarelli, politico e partigiano italiano († 1998)
- 1918 - Antonio Longhini, aviatore italiano († 1944)
- 1918 - Stefano Pascolini, ammiraglio italiano († 1970)
- 1918 - Sam Walton, imprenditore statunitense († 1992)
- 1919 - Rodrigo Basto Júnior, pallanuotista portoghese
- 1919 - Eileen Heckart, attrice statunitense († 2001)
- 1919 - Anne Schützenberger, psicologa e psicoterapeuta francese († 2018)
- 1920 - Franco Caracciolo, direttore d'orchestra italiano († 1999)
- 1920 - Gian Carozzi, pittore italiano († 2008)
- 1920 - Natale Di Piazza, politico italiano († 1973)
- 1920 - Giannino Facci, calciatore italiano
- 1920 - Gottfried Weilenmann, ciclista su strada svizzero († 2018)
- 1921 - Giorgio Chiesura, scrittore e magistrato italiano († 2003)
- 1921 - Viggo Jensen, calciatore danese († 2005)
- 1921 - Howie Rader, cestista statunitense († 1991)
- 1921 - Len Rader, cestista statunitense († 1996)
- 1921 - Claire Schillace, giocatrice di baseball statunitense († 1999)
- 1921 - Adriana Serra, attrice, conduttrice televisiva e annunciatrice televisiva italiana († 1995)
- 1921 - Fiorentino Sullo, politico italiano († 2000)
- 1922 - Alberto Frattini, critico letterario, poeta e saggista italiano († 2007)
- 1922 - Francisco Rodríguez Adrados, linguista, filologo e grecista spagnolo († 2020)
- 1922 - Nikolaj Vasil'evič Rozancev, regista sovietico († 1980)
- 1922 - Peter Wang Kei Lei, vescovo cattolico cinese († 1974)
- 1923 - Geoffrey Ashe, scrittore e storico britannico († 2022)
- 1923 - Giovanni Calveri, calciatore italiano († 1986)
- 1923 - Hernán Carrasco Vivanco, allenatore di calcio cileno († 2023)
- 1923 - Julius Depaoli, pallanuotista austriaco († 2012)
- 1923 - Geoff Duke, pilota motociclistico britannico († 2015)
- 1923 - Thomas Adeoye Lambo, psichiatra nigeriano († 2004)
- 1923 - Li Shijun, esperantista cinese († 2012)
- 1923 - Marcel Navarro, editore e fumettista francese († 2004)
- 1923 - Beatrice Solinas Donghi, scrittrice e saggista italiana († 2015)
- 1924 - Ernesto Corno, calciatore italiano († 2004)
- 1924 - Frank Mathers, hockeista su ghiaccio, allenatore di hockey su ghiaccio e dirigente sportivo canadese († 2005)
- 1924 - Ottiero Ottieri, scrittore, sociologo e traduttore italiano († 2002)
- 1925 - Secondo Barisone, ciclista su strada italiano († 2002)
- 1925 - Pasquale Fornara, ciclista su strada italiano († 1990)
- 1925 - Bobby Hutchins, attore statunitense († 1945)
- 1925 - Allan Paivio, psicologo canadese († 2016)
- 1925 - Davit Tsimak'uridze, lottatore sovietico († 2006)
- 1925 - Emlen Tunnell, giocatore di football americano statunitense († 1975)
- 1926 - Diana Adams, ballerina statunitense († 1993)
- 1926 - Lino Aldani, scrittore italiano († 2009)
- 1926 - Françoise Auricoste, storica francese
- 1926 - Piero Gibellino, calciatore italiano († 2003)
- 1926 - Alexandre Hollanders, cestista belga
- 1926 - Giancarlo Marmori, scrittore e giornalista italiano († 1982)
- 1926 - Carl Meinhold, cestista statunitense († 2019)
- 1926 - Moshe Sanbar, economista israeliano († 2012)
- 1926 - Glen Selbo, cestista statunitense († 1995)
- 1927 - Pier Luigi Bacchini, poeta italiano († 2014)
- 1927 - Vincenzo Falanga, attore italiano († 1999)
- 1927 - Martin Fleischmann, chimico ceco († 2012)
- 1927 - Carlo Hauner, designer, architetto e pittore italiano († 1996)
- 1927 - Bjørge Lillelien, giornalista norvegese († 1987)
- 1927 - Dario Michaelis, attore argentino († 2001)
- 1927 - Arthur Ravenel Jr., politico statunitense († 2023)
- 1927 - John Vane, biochimico britannico († 2004)
- 1927 - Antonio Varisco, carabiniere italiano († 1979)
- 1928 - Marcel De Mulder, ciclista su strada belga († 2011)
- 1928 - Vincent Gigante, mafioso statunitense († 2005)
- 1928 - Enzo Giraldo, partigiano italiano († 1945)
- 1928 - Elvio Salvatore, politico e avvocato italiano († 1990)
- 1928 - Diamantino Silva, calciatore portoghese
- 1928 - Enore Zaffiri, compositore e musicista italiano († 2020)
- 1929 - Kirsten Aschengreen Piacenti, storica dell'arte danese († 2021)
- 1929 - Dino Curcio, attore italiano († 1986)
- 1929 - Mario Del Treppo, storico italiano († 2024)
- 1929 - Utpal Dutt, attore, regista e sceneggiatore indiano († 1993)
- 1929 - Renato Fioravanti, calciatore e allenatore di calcio italiano († 2007)
- 1929 - Alberto Gianquinto, pittore italiano († 2003)
- 1929 - Zdravko Juričko, calciatore jugoslavo († 2012)
- 1929 - Givi K'art'ozia, lottatore sovietico († 1998)
- 1929 - Richard Lewontin, biologo e genetista statunitense († 2021)
- 1929 - Lennart Meri, scrittore, regista e politico estone († 2006)
- 1929 - Sulejman Rebac, calciatore e allenatore di calcio jugoslavo († 2006)
- 1929 - Carlo Redolfi, ex calciatore italiano
- 1929 - Olga Tass-Lemhényi, ginnasta ungherese († 2020)
- 1930 - Francesco Bande, fisarmonicista e cantante italiano († 1988)
- 1930 - Gianfranco Ganzer, calciatore e allenatore di calcio italiano († 2019)
- 1930 - Anerood Jugnauth, politico mauriziano († 2021)
- 1930 - John Marshall, nuotatore australiano († 1957)
- 1930 - Francisco Molina, calciatore spagnolo († 2018)
- 1930 - Lili Pohlmann, superstite dell'Olocausto polacca († 2021)
- 1930 - Miguel Ángel Ripullone, allenatore di pallacanestro argentino († 1981)
- 1930 - Aldo Luigi Rizzo, architetto e pittore italiano († 2020)
- 1930 - Vittorio Spinazzola, critico letterario, italianista e storico del cinema italiano († 2020)
- 1931 - Aris Accornero, sociologo e sindacalista italiano († 2018)
- 1931 - Ștefan Andrei, politico rumeno († 2014)
- 1931 - Sopubek Begaliev, economista kirghiso († 2002)
- 1931 - Ruth Flowers, disc jockey britannica († 2014)
- 1931 - Aleksej Aleksandrovič Gubarev, cosmonauta sovietico († 2015)
- 1931 - Paolo Gucci, imprenditore e stilista italiano († 1995)
- 1931 - Mario Mazzoni, calciatore e allenatore di calcio italiano († 2019)
- 1931 - Arne Selmosson, calciatore svedese († 2002)
- 1931 - Norman Tebbit, politico britannico († 2025)
- 1932 - Gerd Baltus, attore tedesco († 2019)
- 1932 - Richard Burke, politico irlandese († 2016)
- 1932 - Mauro Chiabrando, politico italiano († 2016)
- 1933 - Ezio Alovisi, regista italiano († 2022)
- 1933 - Matylda Matoušková, ex ginnasta cecoslovacca
- 1933 - Edo Nicora, ex calciatore italiano
- 1933 - Aldo Novelli, ex calciatore italiano
- 1933 - Bob Schafer, cestista statunitense († 2005)
- 1934 - Mimmo Jodice, fotografo italiano
- 1934 - Abraham Klein, arbitro di calcio israeliano
- 1935 - Alberto Benzoni, giornalista, storico e politico italiano
- 1935 - Stefano Lavagetto, politico italiano († 2005)
- 1935 - Wolfgang Uhlmann, scacchista tedesco († 2020)
- 1935 - Mercedes de Jesús Egido, religiosa spagnola († 2004)
- 1936 - Richard Rodney Bennett, compositore, pianista e docente inglese († 2012)
- 1936 - Attilio Brilli, anglista, critico letterario e traduttore italiano
- 1936 - Stanislav Govoruchin, attore e regista russo († 2018)
- 1936 - Giorgio Griffa, pittore italiano
- 1936 - Judith Guest, scrittrice statunitense
- 1936 - Giuseppe Jacopini, matematico italiano († 2001)
- 1936 - Sergio Mocellini, bobbista italiano († 2004)
- 1937 - Akio Jissōji, regista e sceneggiatore giapponese († 2006)
- 1937 - Gordon Milne, ex calciatore, allenatore di calcio e dirigente sportivo britannico
- 1937 - Bruno Mora, calciatore e allenatore di calcio italiano († 1986)
- 1938 - Roberto Corradi, ex calciatore italiano
- 1938 - Pierluigi Gatti, ex triplista e lunghista italiano
- 1938 - Barry Jackson, attore inglese († 2013)
- 1938 - Alfonso Márquez, cestista filippino († 2020)
- 1938 - Manuel Monteiro de Castro, cardinale e arcivescovo cattolico portoghese
- 1938 - Francesco Onnis, avvocato e politico italiano († 2016)
- 1938 - Eugenio Santoro, chirurgo italiano
- 1938 - Jerry Tennant, bobbista statunitense († 2024)
- 1938 - Herschell Turner, cestista statunitense († 2024)
- 1939 - Billy Dalli, ex calciatore maltese
- 1939 - Gérard Denecheau, tiratore a segno francese († 2010)
- 1939 - Dragan Đukić, ex calciatore jugoslavo
- 1939 - Terence Hill, attore e regista italiano
- 1939 - Jagdeep, attore indiano († 2020)
- 1939 - Kent Mitchell, canottiere statunitense
- 1939 - Franco Passuello, politico e sindacalista italiano
- 1939 - Ramón Julián Rodríguez, allenatore di calcio e ex calciatore paraguaiano
- 1939 - Giuliano Tullio, scenografo italiano († 2024)
- 1939 - Hikmet Uluğbay, politico turco
- 1940 - Graham Booth, imprenditore e politico britannico († 2011)
- 1940 - Tatsuo Fujimoto, ex nuotatore giapponese
- 1940 - Astrud Gilberto, cantante brasiliana († 2023)
- 1940 - Francesco Mazzaferro, mafioso italiano
- 1940 - Paolo Mengoli, politico italiano († 2025)
- 1940 - Godfrey Reggio, regista, sceneggiatore e produttore cinematografico statunitense
- 1940 - Viktor Serebrjanikov, allenatore di calcio e calciatore sovietico († 2014)
- 1940 - Constantino Tejada, ex calciatore argentino
- 1940 - Vito Tongiani, scultore e pittore italiano
- 1940 - Roland Urban, slittinista cecoslovacco († 2011)
- 1940 - Mario Velarde, allenatore di calcio e calciatore messicano († 1997)
- 1941 - Gilberto Bonalumi, politico e giornalista italiano
- 1941 - Renato Corsetti, linguista e esperantista italiano († 2025)
- 1941 - Julio César Cortés, allenatore di calcio e calciatore uruguaiano († 2025)
- 1941 - Adriano De Maio, ingegnere italiano
- 1941 - James Hansen, astrofisico e climatologo statunitense
- 1941 - Elisa Pozza Tasca, ex politica italiana
- 1941 - James Reveal, botanico statunitense († 2015)
- 1941 - Ayano Shibuki, pallavolista giapponese
- 1941 - Joseph Hooton Taylor, fisico statunitense
- 1941 - Grazia Volpi, produttrice cinematografica italiana († 2020)
- 1942 - Barry Barnes, allenatore di pallacanestro e ex cestista australiano
- 1942 - Margaret Gilbert, filosofa britannica
- 1942 - Jorge Enrique Jiménez Carvajal, cardinale e arcivescovo cattolico colombiano
- 1942 - Gentry Lee, ingegnere e scrittore statunitense
- 1942 - Bob Lurtsema, ex giocatore di football americano statunitense
- 1942 - Ken'ichi Ogata, attore e doppiatore giapponese
- 1942 - Beatriz Sarlo, giornalista, scrittrice e saggista argentina († 2024)
- 1942 - Scott Wilson, attore statunitense († 2018)
- 1943 - Claudio Angelini, giornalista e scrittore italiano († 2015)
- 1943 - Jan Banaś, ex calciatore polacco
- 1943 - Paola Binetti, psichiatra e politica italiana
- 1943 - José Pablo Feinmann, scrittore argentino († 2021)
- 1943 - Carlo Alberto Graziani, politico e giurista italiano
- 1943 - Eric Idle, attore, comico e scrittore britannico
- 1943 - John Lloyd, allenatore di rugby a 15 e ex rugbista a 15 gallese
- 1943 - John Major, politico britannico
- 1943 - Vangelis, compositore e polistrumentista greco († 2022)
- 1943 - Bo Arne Vibenius, regista, produttore cinematografico e sceneggiatore svedese
- 1944 - Nana Akufo-Addo, politico ghanese
- 1944 - ʿAbbās ʿAṭṭār, fotografo iraniano († 2018)
- 1944 - Terry Jacks, cantante canadese
- 1944 - Ilsa Konrads, ex nuotatrice australiana
- 1944 - Angelo Massola, dirigente sportivo e allenatore di calcio italiano
- 1944 - Kōstas Rīgas, ex cestista e arbitro di pallacanestro greco
- 1944 - Riccardo Salvino, attore italiano († 1999)
- 1944 - Vittoria Valmaggia, artista italiana († 2009)
- 1944 - Jane Wilde Hawking, scrittrice e educatrice britannica
- 1945 - Jan Bobrovský, ex cestista e allenatore di pallacanestro cecoslovacco
- 1945 - Hardy Fox, musicista statunitense († 2018)
- 1945 - Walt Frazier, ex cestista statunitense
- 1945 - Sebastiano Sanguinetti, vescovo cattolico italiano
- 1945 - Eddie Colquhoun, calciatore scozzese († 2023)
- 1946 - Claus Bury, scultore tedesco
- 1946 - Paul Herman, attore statunitense († 2022)
- 1946 - Philip Heselton, ambientalista e scrittore britannico
- 1946 - Francis Jordane, allenatore di pallacanestro francese
- 1946 - Sammy Little, ex cestista e allenatore di pallacanestro statunitense
- 1946 - Antonino Lombardo, carabiniere italiano († 1995)
- 1946 - Robert Shiller, economista statunitense
- 1946 - Billy Thorpe, cantautore australiano († 2007)
- 1946 - Bruce Weber, fotografo e regista statunitense
- 1947 - Bruno Bongiovanni, storico italiano
- 1947 - Walter Facchinetti, ex pugile italiano
- 1947 - Giuseppe Gianni, politico italiano
- 1947 - Robert Gordon, cantante, musicista e attore statunitense († 2022)
- 1947 - Geert van Istendael, scrittore, poeta e saggista belga
- 1947 - Ryszard Katus, ex multiplista polacco
- 1947 - Bobby Kimball, cantante statunitense
- 1947 - Aage Kvalbein, violoncellista e docente norvegese
- 1947 - Viktor Potapov, velista russo († 2017)
- 1947 - Kuniaki Shibata, ex pugile giapponese
- 1947 - Aleksandr Stepanovič Viktorenko, cosmonauta sovietico († 2023)
- 1948 - Daniel Astrain, ex calciatore spagnolo
- 1948 - Bud Cort, attore e sceneggiatore statunitense
- 1948 - Alfio Giomi, dirigente sportivo italiano
- 1948 - Carlo Petrini, allenatore di calcio, calciatore e scrittore italiano († 2012)
- 1948 - Angelino Rosa, calciatore italiano († 2009)
- 1949 - Michael Brecker, sassofonista statunitense († 2007)
- 1949 - Israel Finkelstein, archeologo israeliano
- 1949 - Dave Greenfield, tastierista e cantante britannico († 2020)
- 1949 - Pauline Marois, politica canadese
- 1949 - Dana Pagett, ex cestista e allenatore di pallacanestro statunitense
- 1949 - Sileno Passalacqua, ex calciatore italiano
- 1949 - Marco Rossinelli, allenatore di calcio e ex calciatore italiano
- 1949 - Valeria Ugazio, psicologa italiana
- 1950 - Paolo Arata, dirigente d'azienda e politico italiano
- 1950 - Orazio Benedetti, criminale italiano († 1981)
- 1950 - Miah Dennehy, calciatore irlandese († 2023)
- 1950 - Renzo Garlaschelli, ex calciatore italiano
- 1950 - Mory Kanté, cantante e musicista guineano († 2020)
- 1950 - Naoki Kurimoto, preparatore atletico, allenatore di calcio e ex calciatore giapponese
- 1950 - Massimo Nava, giornalista e scrittore italiano
- 1950 - Barry Pearl, attore statunitense
- 1950 - Ed Ratleff, ex cestista statunitense
- 1950 - Christopher Wilkinson, sceneggiatore statunitense
- 1950 - Dennis Wuycik, ex cestista statunitense
- 1951 - Tormod Andreassen, giocatore di curling norvegese
- 1951 - Rick Fisher, ex tennista statunitense
- 1951 - Roger Myerson, economista statunitense
- 1951 - David E. Shaw, informatico statunitense
- 1951 - Bobby Smith, ex calciatore statunitense
- 1951 - Nick Út, fotografo vietnamita
- 1952 - Giuseppe Albertini, politico italiano
- 1952 - Rainer Bonhof, dirigente sportivo, allenatore di calcio e ex calciatore tedesco
- 1952 - Giuseppe Brescia, politico italiano
- 1952 - Francesco Conversano, regista italiano
- 1952 - Léster Rodríguez, ingegnere e politico venezuelano
- 1952 - Teófilo Stevenson, pugile cubano († 2012)
- 1952 - Bola Tinubu, politico nigeriano
- 1953 - Rudi Lochner, bobbista tedesco
- 1954 - Mario Clark, ex giocatore di football americano statunitense
- 1954 - Ahmed Dogan, politico bulgaro
- 1954 - Dianne Kay, attrice statunitense
- 1954 - Ricardo Marmolejo, ex nuotatore messicano
- 1954 - Patrice Neveu, allenatore di calcio e ex calciatore francese
- 1954 - Karen Ann Quinlan, statunitense († 1985)
- 1954 - Gérard Soler, ex calciatore francese
- 1954 - Alessandro Tamburini, scrittore e sceneggiatore italiano
- 1954 - Willy Wellens, ex calciatore belga
- 1955 - Rickey Brown, ex cestista statunitense
- 1955 - Earl Campbell, ex giocatore di football americano statunitense
- 1955 - Brendan Gleeson, attore irlandese
- 1955 - Elio Gustinetti, allenatore di calcio e ex calciatore italiano
- 1955 - Jorge Fernando, regista e attore brasiliano († 2019)
- 1955 - Rolf Lassgård, attore svedese
- 1955 - Christopher Lawford, attore statunitense († 2018)
- 1955 - Roger Milhau, mezzofondista francese
- 1955 - Jun Murai, informatico giapponese
- 1955 - Marina Sirtis, attrice e doppiatrice britannica
- 1956 - Diana Conti, politica, avvocata e psicologa argentina († 2024)
- 1956 - Ferenc Csongrádi, allenatore di calcio e ex calciatore ungherese
- 1956 - Hisashi Eguchi, fumettista giapponese
- 1956 - Mary Gentle, scrittrice britannica
- 1956 - Dick Jol, ex arbitro di calcio olandese
- 1956 - Keith McDaniel, danzatore statunitense († 1995)
- 1956 - Kurt Thomas, ginnasta statunitense († 2020)
- 1956 - Cesare Vitale, allenatore di calcio e ex calciatore italiano
- 1957 - Antonella Bizioli, ex maratoneta italiana
- 1957 - Marino Fiasella, politico e architetto italiano
- 1957 - Michael Foreman, ex astronauta e ufficiale statunitense
- 1957 - Elizabeth Hand, scrittrice statunitense
- 1957 - Christopher Lambert, attore francese
- 1957 - Fail' Mirgalimov, allenatore di calcio, ex calciatore e ex giocatore di calcio a 5 sovietico
- 1958 - Sergio Abramo, politico e imprenditore italiano
- 1958 - Giuseppe Cuccarini, allenatore di pallavolo italiano
- 1958 - Claudio Piccoli, fumettista italiano
- 1958 - Nouriel Roubini, docente e economista statunitense
- 1958 - Pietro Salini, imprenditore e dirigente d'azienda italiano
- 1958 - Victor Salva, regista e sceneggiatore statunitense
- 1958 - Rick Santers, tastierista e chitarrista canadese
- 1958 - Tsutomu Sonobe, ex calciatore giapponese
- 1959 - Maggie Baird, attrice e sceneggiatrice statunitense
- 1959 - Predrag Benaček, allenatore di pallacanestro e ex cestista bosniaco
- 1959 - Frank Joseph Caggiano, vescovo cattolico statunitense
- 1959 - Perry Farrell, cantautore, musicista e scultore statunitense
- 1959 - Michael Hayes, ex wrestler e musicista statunitense
- 1959 - Consiglia Licciardi, cantante italiana
- 1959 - Brad McCrimmon, allenatore di hockey su ghiaccio e hockeista su ghiaccio canadese († 2011)
- 1959 - Pascal N'Koué, arcivescovo cattolico beninese
- 1959 - Marina Pavani, giocatrice di curling italiana
- 1959 - Rick Priestley, autore di giochi britannico
- 1959 - Tobia Ravà, artista italiano
- 1959 - Marc Silvestri, fumettista e editore statunitense
- 1959 - Tim Squyres, montatore statunitense
- 1960 - Umberto Buratti, politico italiano
- 1960 - Roberto Dore, calciatore italiano († 2013)
- 1960 - Steve Feinberg, imprenditore e politico statunitense
- 1960 - Rodica Frîntu, ex canottiera rumena
- 1960 - Ron de Groot, allenatore di calcio e ex calciatore olandese
- 1960 - József Kardos, calciatore ungherese († 2022)
- 1960 - Maria da Conceição Santana, ex cestista brasiliana
- 1960 - Luigi Muro, avvocato e politico italiano
- 1960 - Jo Nesbø, scrittore, musicista e attore norvegese
- 1960 - Annabella Sciorra, attrice statunitense
- 1960 - Stephen Street, produttore discografico inglese
- 1960 - Hiromi Tsuru, attrice e doppiatrice giapponese († 2017)
- 1961 - Antonino Agostino, poliziotto italiano († 1989)
- 1961 - Françoise Amiaud, ex cestista francese
- 1961 - Gary Brabham, pilota automobilistico australiano
- 1961 - Riccardo Guariglia, diplomatico italiano
- 1961 - Matt Letley, batterista e percussionista britannico
- 1961 - Sergio Lo Giudice, politico italiano
- 1961 - Mieczysław Mokrzycki, arcivescovo cattolico polacco
- 1961 - Ron Perkins, attore statunitense
- 1961 - Amy Sedaris, attrice, scrittrice e comica statunitense
- 1961 - Florin Segărceanu, allenatore di tennis e ex tennista rumeno
- 1961 - Fulvio Simonini, allenatore di calcio, ex calciatore e dirigente sportivo italiano
- 1961 - Giommaria Uggias, politico e avvocato italiano
- 1961 - Michael Winterbottom, regista e sceneggiatore inglese
- 1962 - Billy Beane, dirigente sportivo e ex giocatore di baseball statunitense
- 1962 - Luciano Mattia Cannito, coreografo, regista e direttore artistico italiano
- 1962 - Heike Lehmann, ex pallavolista tedesca
- 1962 - Kongar-ol Ondar, cantante e politico russo († 2013)
- 1962 - Antonio Placido, politico italiano
- 1962 - Elena Sofia Ricci, attrice italiana
- 1962 - Maria Sole Santasilia, giornalista, conduttrice radiofonica e tiratrice a volo italiana
- 1963 - Ileana Argentin, politica e attivista italiana
- 1963 - Rajmond Debevec, tiratore a segno jugoslavo
- 1963 - Antony Emerson, tennista australiano († 2016)
- 1963 - Juan Garriga, pilota motociclistico spagnolo († 2015)
- 1963 - William Gutiérrez, ex calciatore uruguaiano
- 1963 - Vlad Hagiu, ex pallanuotista e allenatore di pallanuoto rumeno
- 1963 - Antonino Iuorio, attore e regista teatrale italiano
- 1963 - Ernesto Pugliese, fumettista italiano
- 1963 - Jill Watson, ex pattinatrice artistica su ghiaccio statunitense
- 1964 - Angela Articoni, scrittrice italiana († 2021)
- 1964 - Dario Binetti, artista e fotografo italiano
- 1964 - Catherine Cortez Masto, avvocato e politica statunitense
- 1964 - Alberto Di Chiara, allenatore di calcio, procuratore sportivo e ex calciatore italiano
- 1964 - Jill Goodacre, attrice e modella statunitense
- 1964 - Kim Chong-kon, ex calciatore sudcoreano
- 1964 - Elle Macpherson, supermodella, attrice e imprenditrice australiana
- 1964 - Giacomo Murelli, allenatore di calcio e ex calciatore italiano
- 1964 - Thierry Uvenard, allenatore di calcio e ex calciatore francese
- 1964 - Eduardo Villegas, allenatore di calcio e ex calciatore boliviano
- 1965 - Flavio Arras, doppiatore italiano
- 1965 - David Barnea, agente segreto e generale israeliano
- 1965 - Kader Ferhaoui, ex calciatore algerino
- 1965 - Henrik Nielsen, ex calciatore danese
- 1965 - William Oefelein, ex astronauta statunitense
- 1965 - Shunzō Ōno, ex calciatore giapponese
- 1965 - Paraskeuī Patoulidou, ex ostacolista, lunghista e velocista greca
- 1965 - Sue Price, attrice e culturista statunitense
- 1965 - Simone Roscini, allenatore di pallavolo italiano
- 1965 - Foto Strakosha, allenatore di calcio e ex calciatore albanese
- 1965 - Lara Wendel, attrice tedesca
- 1966 - Krasimir Balăkov, allenatore di calcio e ex calciatore bulgaro
- 1966 - Csilla Bartos-Cserepy, ex tennista ungherese
- 1966 - Adelina Corbanese, rugbista a 15, allenatore di rugby a 15 e sindacalista italiana († 2021)
- 1966 - Roberto Di Meglio, autore di giochi italiano
- 1966 - Andreas Dibowski, cavaliere tedesco
- 1966 - Jeroen Dijsselbloem, politico olandese
- 1966 - Mirco Gennari, ex calciatore sammarinese
- 1966 - Dwayne Harper, ex giocatore di football americano statunitense
- 1966 - Ruslan İdiqov, ex calciatore azero
- 1966 - Toshiya Imamura, goista giapponese
- 1966 - Sigrid Kirchmann, ex altista austriaca
- 1966 - Pamela Rai, ex nuotatrice canadese
- 1967 - Anđelija Arbutina, ex cestista jugoslava
- 1967 - Ainārs Bagatskis, allenatore di pallacanestro e ex cestista lettone
- 1967 - Nathalie Cardone, cantante e attrice francese
- 1967 - Michel Hazanavicius, regista, sceneggiatore e produttore cinematografico francese
- 1967 - Ricky Kasso, criminale statunitense († 1984)
- 1967 - Aleksejs Lukašenko, ex pesista lettone
- 1967 - Tony Naylor, allenatore di calcio e ex calciatore inglese
- 1967 - John Popper, musicista e cantautore statunitense
- 1968 - Francesca Alderisi, conduttrice televisiva e politica italiana
- 1968 - Esther Arroyo, modella, attrice e conduttrice televisiva spagnola
- 1968 - Paolo Buonvino, musicista e compositore italiano
- 1968 - Sabrina Impacciatore, attrice, comica e imitatrice italiana
- 1968 - Lucy Lawless, attrice e cantante neozelandese
- 1968 - Oleg Sergeev, allenatore di calcio e ex calciatore sovietico
- 1968 - Jurij Suchorukov, ex tiratore a segno ucraino
- 1968 - Donnie Vie, musicista e produttore discografico statunitense
- 1969 - Rodney Atkins, musicista statunitense
- 1969 - Kim Batten, ex ostacolista statunitense
- 1969 - Jeff Blackshear, giocatore di football americano statunitense († 2019)
- 1969 - Alan Budikusuma, ex giocatore di badminton indonesiano
- 1969 - Tess Daly, conduttrice televisiva britannica
- 1969 - Ugo Frosi, regista e sceneggiatore italiano
- 1969 - Juan Carlos Garrido, allenatore di calcio spagnolo
- 1969 - Steve Guppy, ex calciatore inglese
- 1969 - Toshihiko Honma, pilota motociclistico giapponese
- 1969 - Chiaki Ishikawa, cantante giapponese
- 1969 - Ted Lieu, politico statunitense
- 1969 - Sirisak Yodyardthai, allenatore di calcio e ex calciatore thailandese
- 1970 - Ruth England, giornalista e conduttrice televisiva britannica
- 1970 - Sōjirō Ishii, ex calciatore giapponese
- 1970 - Rita Kovács, ex nuotatrice ungherese
- 1970 - Sergej Pervušin, allenatore di calcio e ex calciatore russo
- 1971 - Richard Chartier, compositore e artista statunitense
- 1971 - Attila Csihar, cantante e chitarrista ungherese
- 1971 - Lorenzo degl'Innocenti, attore teatrale italiano
- 1971 - Aleksandrs Fedotovs, ex calciatore lettone
- 1971 - Robert Gibbs, politico e funzionario statunitense
- 1971 - Scott M. Gimple, fumettista, sceneggiatore e produttore televisivo statunitense
- 1971 - Kim Mi-jung, ex judoka sudcoreana
- 1971 - Olaf John Laneri, pianista italiano
- 1971 - Lara Logan, giornalista sudafricana
- 1971 - Hidetoshi Nishijima, attore giapponese
- 1971 - Franck Rizzetto, allenatore di calcio e ex calciatore francese
- 1971 - Jose Luis Rodriguez Pitti, artista, romanziere e poeta panamense
- 1971 - Veljko Uskoković, ex pallanuotista montenegrino
- 1972 - Michel Ancel, imprenditore monegasco
- 1972 - Ajibade Babalade, calciatore nigeriano († 2020)
- 1972 - Mirko Bertolucci, hockeista su pista e allenatore di hockey su pista italiano
- 1972 - Hera Björk, cantante islandese
- 1972 - Ernest Cline, scrittore e sceneggiatore statunitense
- 1972 - Rui Costa, dirigente sportivo e ex calciatore portoghese
- 1972 - Daisy Dick, cavallerizza britannica
- 1972 - Irene Ferri, attrice e conduttrice televisiva italiana
- 1972 - Diego Gómez, ex calciatore colombiano
- 1972 - Dagmar Gómez, ex giocatore di calcio a 5 cubano
- 1972 - Sam Hazeldine, attore britannico
- 1972 - Cédric Lécluse, allenatore di calcio e ex calciatore francese
- 1972 - Priti Patel, politica britannica
- 1972 - Jun'ichi Suwabe, doppiatore giapponese
- 1972 - Milton Wynants, ex pistard e ciclista su strada uruguaiano
- 1973 - Brad Bridgewater, ex nuotatore statunitense
- 1973 - Cash Casia, modella e attrice statunitense
- 1973 - Augusto Di Muri, allenatore di calcio e ex calciatore italiano
- 1973 - Marcos Lencina, ex calciatore argentino
- 1973 - Brandi Love, attrice pornografica statunitense
- 1973 - Troy McIntosh, velocista bahamense
- 1973 - Marc Overmars, dirigente sportivo e ex calciatore olandese
- 1973 - Andrea Pais De Libera, ex bobbista italiano
- 1973 - Johan Petersson, ex pallamanista svedese
- 1973 - Barbara Pitotti, doppiatrice italiana
- 1973 - Tom Saintfiet, allenatore di calcio e ex calciatore belga
- 1973 - Sebastiano Siviglia, dirigente sportivo, allenatore di calcio e ex calciatore italiano
- 1973 - Steve Smith, ex altista britannico
- 1973 - Zlatan Vanev, ex sollevatore bulgaro
- 1973 - Francesco Verso, scrittore, curatore editoriale e traduttore italiano
- 1973 - Maurice Whitfield, ex cestista statunitense
- 1974 - Fabrizio Corona, personaggio televisivo e imprenditore italiano
- 1974 - Iulian Filipescu, ex calciatore rumeno
- 1974 - Marc Gené, telecronista sportivo e ex pilota automobilistico spagnolo
- 1974 - Ronnie Henderson, ex cestista statunitense
- 1974 - Iarley, ex calciatore brasiliano
- 1974 - Cyril Julian, ex cestista francese
- 1974 - Reni Jusis, cantante polacca
- 1974 - Ákos Kállai, pentatleta ungherese
- 1974 - Basetsane Kumalo, modella e personaggio televisivo sudafricana
- 1974 - Yumi Matsuzawa, cantante giapponese
- 1974 - Phạm Linh Đan, attrice vietnamita
- 1974 - Edwina Tops-Alexander, cavallerizza australiana
- 1974 - María del Mar Blanco, politica spagnola
- 1975 - Jan Bos, ex pattinatore di velocità su ghiaccio e pistard olandese
- 1975 - Alois Bunjira, ex calciatore zimbabwese
- 1975 - Korie Hlede, ex cestista e allenatrice di pallacanestro croata
- 1975 - Óscar Javier Morales, ex calciatore uruguaiano
- 1975 - Yannick Renier, attore belga
- 1975 - Paolo Roversi, scrittore, giornalista e sceneggiatore italiano
- 1976 - Igor Astarloa, ex ciclista su strada spagnolo
- 1976 - Scott Atchison, ex giocatore di baseball statunitense
- 1976 - Jennifer Capriati, ex tennista statunitense
- 1976 - Domenico Cristiano, allenatore di calcio e ex calciatore italiano
- 1976 - Todd Grinnell, attore statunitense
- 1976 - Laura Montalvo, ex tennista argentina
- 1976 - Daisuke Namikawa, doppiatore giapponese
- 1976 - Alexander Prosch, allenatore di sci alpino e ex sciatore alpino italiano
- 1976 - Gesine Schiel, schermitrice tedesca
- 1976 - Szécsi Noémi, scrittrice ungherese
- 1976 - Biagio Tralli, kickboxer italiano
- 1977 - Daniele Bettini, ex pallanuotista e allenatore di pallanuoto italiano
- 1977 - Kristina Brandi, ex tennista portoricana
- 1977 - Bevan Docherty, triatleta neozelandese
- 1977 - Jens Langeneke, ex calciatore tedesco
- 1977 - Tamara Pintus, ex calciatrice italiana
- 1977 - Djabir Saïd-Guerni, ex mezzofondista algerino
- 1977 - Anja Schache, schermitrice tedesca
- 1977 - Dimitrius Underwood, ex giocatore di football americano statunitense
- 1978 - Mattias Andersson, ex pallamanista svedese
- 1978 - Caribou, musicista canadese
- 1978 - Hristo Cvetanov, ex pallavolista bulgaro
- 1978 - Francisco Farinós, ex calciatore spagnolo
- 1978 - Sorin Frunză, ex calciatore rumeno
- 1978 - Adam Gase, allenatore di football americano statunitense
- 1978 - Aaron Persico, ex rugbista a 15 italiano
- 1978 - Igor Rakočević, ex cestista serbo
- 1978 - Geōrgios Simos, allenatore di calcio e ex calciatore greco
- 1979 - László Balint, allenatore di calcio e ex calciatore rumeno
- 1979 - Domenico Balsamo, attore italiano
- 1979 - Nicola Corrent, allenatore di calcio e ex calciatore italiano
- 1979 - Tony Donovan, attore pornografico statunitense
- 1979 - Estela Giménez, ginnasta spagnola
- 1979 - Dmïtrïý Kïşçenko, ex calciatore kazako
- 1979 - Tommy Mollet, taekwondoka olandese
- 1979 - Luís Ortiz, pugile cubano
- 1979 - Park Si-yeon, attrice sudcoreana
- 1979 - Daisuke Usami, ex pallavolista giapponese
- 1980 - Robert Archibald, cestista britannico († 2020)
- 1980 - Natalia Avelon, attrice e cantante tedesca
- 1980 - Chris D'Elia, comico e attore statunitense
- 1980 - Bill Demong, ex combinatista nordico statunitense
- 1980 - Gintaras Kadžiulis, ex cestista e allenatore di pallacanestro lituano
- 1980 - Kim Tae-hee, attrice sudcoreana
- 1980 - Bruno Ramón Silva Barone, allenatore di calcio e ex calciatore uruguaiano
- 1980 - Pablo Urtasun, dirigente sportivo e ex ciclista su strada spagnolo
- 1980 - Hamzah bin al-Husayn, militare giordano
- 1981 - Tommaso Balasso, ex sciatore alpino italiano
- 1981 - Admiral T, cantante e rapper francese
- 1981 - Jasmine Crockett, politica statunitense
- 1981 - Alexander Fehling, attore tedesco
- 1981 - Megan Hilty, attrice, cantante e modella statunitense
- 1981 - Mohamed Koné, cestista ivoriano
- 1981 - Alain Moussi, attore, stuntman e artista marziale canadese
- 1981 - PJ Morton, cantautore, musicista e produttore discografico statunitense
- 1981 - Omar Sebastián Pérez, ex calciatore argentino
- 1981 - Jlloyd Samuel, calciatore trinidadiano († 2018)
- 1981 - Willie Taylor, cantante statunitense
- 1981 - Manuel Vargas, pugile messicano
- 1981 - Jussi Veikkanen, dirigente sportivo e ex ciclista su strada finlandese
- 1982 - Jay Ali, attore britannico
- 1982 - Jay Brannan, cantautore e attore statunitense
- 1982 - Eddie Chambers, pugile statunitense
- 1982 - Diego Colombari, atleta paralimpico italiano
- 1982 - Tyrone Edgar, velocista britannico
- 1982 - Kristin Hammarström, ex calciatrice svedese
- 1982 - Marie Hammarström, ex calciatrice svedese
- 1982 - Hana Klapalová, giocatrice di beach volley ceca
- 1982 - Paulo César Motta Donis, calciatore guatemalteco
- 1982 - Anna Nagata, attrice giapponese
- 1982 - Hideaki Takizawa, cantante e attore giapponese
- 1983 - Eustathios Alōneutīs, ex calciatore cipriota
- 1983 - Paolo Bustreo, ex hockeista su ghiaccio italiano
- 1983 - Donald Cerrone, artista marziale misto e thaiboxer statunitense
- 1983 - Dušan Đorđević, ex cestista serbo
- 1983 - Drake Doremus, regista e sceneggiatore statunitense
- 1983 - Jamal El Ghannouti, ex giocatore di calcio a 5 e ex calciatore olandese
- 1983 - Jefferson Andrade da Silva Antônio, cestista brasiliano
- 1983 - Jackie Manuel, ex cestista e allenatore di pallacanestro statunitense
- 1983 - Ezgi Mola, attrice turca
- 1983 - Srđan Novković, ex calciatore serbo
- 1983 - Jane O'Donoghue, ex tennista britannica
- 1983 - Sergio Riva, ex bobbista italiano
- 1983 - Yusuf Saad Kamel, mezzofondista keniota
- 1983 - Yannick Salem, ex calciatore francese
- 1983 - Carel Sandon, ex pugile italiano
- 1983 - Gareth Sciberras, ex calciatore maltese
- 1983 - Ed Skrein, attore britannico
- 1983 - Somen Tchoyi, ex calciatore camerunese
- 1983 - Justin Tuck, ex giocatore di football americano statunitense
- 1983 - Jamie Woon, cantautore britannico
- 1984 - Nate Adams, pilota motociclistico statunitense
- 1984 - Shehab Ahmed, ex calciatore emiratino
- 1984 - Nikki Blue, ex cestista e allenatrice di pallacanestro statunitense
- 1984 - Mohamed Bouazizi, attivista tunisino († 2011)
- 1984 - Tiago Caeiro, ex calciatore portoghese
- 1984 - Eliran Danin, ex calciatore israeliano
- 1984 - Čavdar Jankov, ex calciatore bulgaro
- 1984 - Roman Kienast, ex calciatore austriaco
- 1984 - Luca Mazzoni, ex calciatore italiano
- 1984 - Juan Mónaco, ex tennista argentino
- 1984 - Valerija Sorokina, ex giocatrice di badminton russa
- 1984 - Agnė Stankūnaitė, modella lituana
- 1984 - Marcus Vinicius, ex calciatore brasiliano
- 1985 - Fernando Amorebieta, allenatore di calcio, dirigente sportivo e ex calciatore venezuelano
- 1985 - Alan Ball, giocatore di football americano statunitense
- 1985 - Alessio Di Cosimo, regista e sceneggiatore italiano
- 1985 - Lee Dickson, rugbista a 15 britannico
- 1985 - Christiane Fürst, ex pallavolista e dirigente sportiva tedesca
- 1985 - Ryan Kalil, giocatore di football americano statunitense
- 1985 - Maxim Lapierre, ex hockeista su ghiaccio canadese
- 1985 - Mirusia Louwerse, soprano australiano
- 1985 - Stuart Musialik, ex calciatore australiano
- 1985 - Jenna Santoromito, pallanuotista australiana
- 1985 - Mia Santoromito, pallanuotista australiana
- 1985 - Renan Teixeira, ex calciatore brasiliano
- 1985 - Edwin Valencia, ex calciatore colombiano
- 1986 - Yuri Alvear, judoka colombiana
- 1986 - Nemanja Arsenijević, ex calciatore serbo
- 1986 - Leonel Batista, ex cestista cubano
- 1986 - Pablo Belsito, giocatore di calcio a 5 argentino
- 1986 - Alen Blažević, pallamanista croato
- 1986 - Xabier Castillo, ex calciatore spagnolo
- 1986 - Sylvan Ebanks-Blake, ex calciatore inglese
- 1986 - Luke Eberl, attore, regista e sceneggiatore statunitense
- 1986 - Michael Fucito, ex calciatore statunitense
- 1986 - Denys Jakovlev, ex cestista ucraino
- 1986 - Jardel Nivaldo Vieira, ex calciatore brasiliano
- 1986 - Cheikh N'Doye, calciatore senegalese
- 1986 - Romina Oprandi, allenatrice di tennis e ex tennista italiana
- 1986 - Cole Skuse, allenatore di calcio e ex calciatore inglese
- 1986 - Ivan Uchov, altista russo
- 1987 - Claudia Andreatti, annunciatrice televisiva, ex modella e conduttrice televisiva italiana
- 1987 - Chris Ashton, rugbista a 13 e rugbista a 15 britannico
- 1987 - Maxime Authom, ex tennista belga
- 1987 - Mateusz Bartosz, cestista polacco
- 1987 - Megan Frazee, ex cestista e allenatrice di pallacanestro statunitense
- 1987 - Gianluca Freddi, allenatore di calcio e ex calciatore italiano
- 1987 - Davide Giordano, attore italiano
- 1987 - Vojtěch Hačecký, ex ciclista su strada e ex pistard ceco
- 1987 - Kweon Young-jun, schermidore sudcoreano
- 1987 - Federica Laddaga, calciatrice italiana
- 1987 - Luciano Lollo, calciatore argentino
- 1987 - Pedro Martín, rugbista a 15 spagnolo
- 1987 - Nick Miller, giocatore di football americano statunitense
- 1987 - Marcelo Oliveira Ferreira, ex calciatore brasiliano
- 1987 - Stephanie Parker, attrice britannica († 2009)
- 1987 - Dimitri Payet, calciatore francese
- 1987 - Mohammad Samimi, discobolo iraniano
- 1987 - Khaled Shafiei, ex calciatore iraniano
- 1987 - Marc Valiente, ex calciatore spagnolo
- 1987 - Dénes Varga, pallanuotista ungherese
- 1987 - Lucas Viatri, calciatore argentino
- 1988 - Roberto Junior Fernández, calciatore paraguaiano
- 1988 - Andrei Ionescu, calciatore rumeno
- 1988 - Ansu Kabia, attore e produttore cinematografico britannico
- 1988 - Stefanos Kasselakīs, politico greco
- 1988 - Adrian Kurek, ex ciclista su strada polacco
- 1988 - Francesco Lasca, ex ciclista su strada italiano
- 1988 - Nicky Law, allenatore di calcio e ex calciatore inglese
- 1988 - Taccjana Lichtarovič, cestista bielorussa
- 1988 - Haris Mehmedagić, calciatore croato
- 1988 - Stefan Mitrović, ex pallanuotista serbo
- 1988 - Jesús Molina, ex calciatore messicano
- 1988 - Felipe Ponce Ramírez, calciatore messicano
- 1988 - Boris Prokopič, ex calciatore slovacco
- 1988 - Roberto Quartaroli, ex rugbista a 15 italiano
- 1988 - Marek Suchý, calciatore ceco
- 1988 - Bojana Živković, pallavolista serba
- 1988 - Jürgen Zopp, ex tennista estone
- 1989 - Tomislav Barbarić, ex calciatore croato
- 1989 - Lilia Fisikovici, mezzofondista e maratoneta moldava
- 1989 - Geetha N. Gopal, scacchista indiano
- 1989 - Kimberly Hyacinthe, velocista canadese
- 1989 - Kim Dong-sub, calciatore sudcoreano
- 1989 - Preston Knowles, cestista statunitense
- 1989 - Carlos Martínez Aibar, ex calciatore spagnolo
- 1989 - Ionuț Neagu, calciatore rumeno
- 1989 - Arnold Peralta, calciatore honduregno († 2015)
- 1989 - Kate Ryley, ex sciatrice alpina canadese
- 1989 - James Tomkins, calciatore inglese
- 1989 - Tomáš Vaclík, calciatore ceco
- 1989 - Virgil Vries, calciatore namibiano
- 1989 - DeVaughn Washington, cestista statunitense
- 1989 - Latavious Williams, cestista statunitense
- 1989 - Lee Ziemba, giocatore di football americano statunitense
- 1990 - Kimberly Alkemade, atleta paralimpica olandese
- 1990 - Pablo Bertone, cestista argentino
- 1990 - Timothy Chandler, calciatore tedesco
- 1990 - Joris Delle, calciatore francese
- 1990 - Sindre Ek, giocatore di calcio a 5 e calciatore norvegese
- 1990 - Yassine El Kharroubi, ex calciatore francese
- 1990 - Fabio Felline, ex ciclista su strada italiano
- 1990 - Orgest Gava, calciatore albanese
- 1990 - Simone Guarany, attore italiano
- 1990 - Tony Jerod-Eddie, giocatore di football americano statunitense
- 1990 - Johnathan Aparecido da Silva, ex calciatore brasiliano
- 1990 - Wilson Kamavuaka, calciatore tedesco
- 1990 - Moritz Lanegger, cestista austriaco
- 1990 - Travis Leslie, cestista statunitense
- 1990 - Mirlan Murzaev, calciatore kirghiso
- 1990 - Christopher Patte, pentatleta francese
- 1990 - Carlos Alberto Peña, calciatore messicano
- 1990 - Teemu Pukki, calciatore finlandese
- 1990 - Justin Quiles, cantante statunitense
- 1990 - Ren, rapper britannico
- 1990 - Fivio Foreign, rapper e cantautore statunitense
- 1990 - Chrīstos Saloustros, cestista greco
- 1990 - Ueli Schnider, fondista svizzero
- 1990 - Elia Silvestri, ciclocrossista e mountain biker italiano
- 1990 - Kasey Smith, cantante irlandese
- 1990 - Dar'ja Stoljarova, pallavolista russa
- 1990 - Gary Talton, cestista statunitense
- 1990 - Lyle Taylor, calciatore montserratiano
- 1991 - Haido Alexouli, lunghista greca
- 1991 - Irene, cantante e attrice sudcoreana
- 1991 - Fabio Borini, calciatore italiano
- 1991 - Who Is Fancy, cantante statunitense
- 1991 - Josip Ivančić, calciatore croato
- 1991 - N'Golo Kanté, calciatore francese
- 1991 - Ben Marshall, calciatore inglese
- 1991 - Hayley McFarland, attrice, cantante e ballerina statunitense
- 1991 - Patrik Mišák, calciatore slovacco
- 1991 - Matías Moroni, rugbista a 15 argentino
- 1991 - Marten de Roon, calciatore olandese
- 1991 - Uroš Vučenović, giocatore di calcio a 5 e calciatore norvegese
- 1991 - Samantha Win, attrice e artista marziale canadese
- 1991 - Won Jin-ah, attrice sudcoreana
- 1991 - Yang Tsung-hua, tennista e allenatore di tennis taiwanese
- 1991 - Clayvin Zúñiga, calciatore honduregno
- 1992 - Levan Arabuli, lottatore georgiano
- 1992 - Johnathan Hankins, giocatore di football americano statunitense
- 1992 - Jo Woo-ri, attrice sudcoreana
- 1992 - Matheus Lima Magalhães, calciatore brasiliano
- 1992 - Chris Massoglia, attore statunitense
- 1992 - Vítor Bruno Rodrigues Gonçalves, calciatore portoghese
- 1992 - Milan Rundić, calciatore serbo
- 1993 - Néstor Abad, ginnasta spagnolo
- 1993 - Joe Adler, attore statunitense
- 1993 - Douglas Bergqvist, calciatore svedese
- 1993 - Marius Bülter, calciatore tedesco
- 1993 - Tomasz Calligaro, ex pallavolista polacco
- 1993 - Lorenzo Faravelli, calciatore argentino
- 1993 - Kate Foo Kune, giocatrice di badminton mauriziana
- 1993 - Gankhuyagiin Gan-Erdene, pugile mongolo
- 1993 - Nicolás Giraldo, calciatore colombiano
- 1993 - Thorgan Hazard, calciatore belga
- 1993 - Tessa Lavey, cestista australiana
- 1993 - Brett Levis, calciatore canadese
- 1993 - Doudou Mangni, calciatore italiano
- 1993 - Romāns Mickevičs, ex calciatore lettone
- 1993 - Sebastián Pérez Cardona, calciatore colombiano
- 1993 - Matías Ezequiel Rodríguez, calciatore argentino
- 1993 - Izmir Smajlaj, lunghista e triplista albanese
- 1993 - Ivan Solov'ëv, calciatore russo
- 1993 - Stephanie Vaquer, wrestler cilena
- 1993 - Edgars Vērdiņš, ex calciatore lettone
- 1994 - Gennaro Acampora, calciatore italiano
- 1994 - Michelle Alonso Morales, nuotatrice spagnola
- 1994 - Mauro Cerutti, calciatore argentino
- 1994 - Sulli, cantante, cantautrice e attrice sudcoreana († 2019)
- 1994 - Diao Linyu, pallavolista cinese
- 1994 - Sjarhej Karpovič, calciatore bielorusso
- 1994 - Dušan Lagator, calciatore montenegrino
- 1994 - Jeremiah Ledbetter, giocatore di football americano statunitense
- 1994 - Kento Matsuura, fumettista giapponese
- 1994 - Perry Mattfeld, attrice statunitense
- 1994 - Jack O'Connell, ex calciatore inglese
- 1994 - Emmanuel Ogude, calciatore nigeriano
- 1994 - Matt Olson, giocatore di baseball statunitense
- 1994 - Samuel Portugal, calciatore brasiliano
- 1994 - Nemanja Sekulić, calciatore montenegrino
- 1994 - Fredrik Sjølstad, calciatore norvegese
- 1994 - Óscar Whalley, calciatore spagnolo
- 1994 - Gustavo Henrique da Silva Sousa, calciatore brasiliano
- 1995 - Filippo Bandinelli, calciatore italiano
- 1995 - Ben Bentil, cestista ghanese
- 1995 - Leonardo Capezzi, calciatore italiano
- 1995 - Devin Davis, cestista statunitense
- 1995 - Gustavo Ermel, calciatore brasiliano
- 1995 - Kay Felder, cestista statunitense
- 1995 - Amy Fraser, sciatrice freestyle canadese
- 1995 - Daniel Ibáñez, calciatore argentino
- 1995 - One, rapper, cantante e cantautore sudcoreano
- 1995 - Deidre Laurens Jordaan, giocatrice di badminton sudafricana
- 1995 - Álvaro Montero, calciatore colombiano
- 1995 - Souheil Mouhoudine, giocatore di calcio a 5 francese
- 1995 - Marc Musso, attore statunitense
- 1995 - Zach Panning, maratoneta statunitense
- 1995 - Frantzdy Pierrot, calciatore haitiano
- 1995 - Gabriel Pérez, ex calciatore uruguaiano
- 1995 - Enrico Riccobon, mezzofondista italiano
- 1995 - Paul Seguin, calciatore tedesco
- 1995 - Christian Strong, giocatore di football americano canadese
- 1995 - Michel Tabárez, ex calciatore uruguaiano
- 1995 - Kristina Tomić, taekwondoka croata
- 1995 - Gunnar Vatnhamar, calciatore faroese
- 1995 - Jerry Voutilainen, calciatore finlandese
- 1996 - Zewditu Aderaw, mezzofondista etiope
- 1996 - James Akintunde, calciatore inglese
- 1996 - Wade Baldwin, cestista statunitense
- 1996 - Samy Bourard, calciatore belga
- 1996 - Ronan Curtis, calciatore inglese
- 1996 - Romain Del Castillo, calciatore francese
- 1996 - Djibril Dianessy, calciatore francese
- 1996 - Gerson Gonçalves, cestista angolano
- 1996 - Ksenija Levčenko, cestista russa
- 1996 - András Mészáros, calciatore slovacco
- 1996 - Rafael Barbosa, calciatore portoghese
- 1996 - Silina Pha Aphay, velocista e lunghista laotiana
- 1996 - Richard Sánchez, calciatore paraguaiano
- 1996 - Gabrielzinho, calciatore brasiliano
- 1997 - José Alberti, calciatore uruguaiano
- 1997 - Tidjani Anaane, calciatore beninese
- 1997 - Jacob Berkeley-Agyepong, calciatore grenadino
- 1997 - Yach Bol, calciatore sudsudanese
- 1997 - Luciana Delabarba, cestista argentina
- 1997 - Makenzie Fischer, ex pallanuotista statunitense
- 1997 - Francisco González Metilli, calciatore argentino
- 1997 - Thaddea Graham, attrice britannica
- 1997 - Dominic Green, cestista statunitense
- 1997 - Hakob Hakobyan, calciatore georgiano
- 1997 - Ethan Jolley, calciatore gibilterriano
- 1997 - Josie Knight, pistard e ciclista su strada britannica
- 1997 - Jorge Obregón, calciatore colombiano
- 1997 - Luca Oriel, attore statunitense
- 1997 - Paula Patiño, ciclista su strada colombiana
- 1997 - Arón Piper, attore, cantante e rapper tedesco
- 1997 - Ezequiel Ponce, calciatore argentino
- 1997 - Josh Sweat, giocatore di football americano statunitense
- 1997 - Fridtjof Tischendorf, snowboarder norvegese
- 1997 - Robert Vâlceanu, ex calciatore rumeno
- 1997 - Bram Welten, ciclista su strada olandese
- 1997 - Leah Williamson, calciatrice inglese
- 1998 - Aditi Ashok, golfista indiana
- 1998 - Oleksij Bykov, calciatore ucraino
- 1998 - Luis Cartés, calciatore uruguaiano
- 1998 - Ross Doohan, calciatore scozzese
- 1998 - Marco Murgano, ex ciclista su strada italiano
- 1998 - Daniel Naumov, calciatore bulgaro
- 1998 - Alex Neustaedter, attore statunitense
- 1998 - Júlio Romão, calciatore brasiliano
- 1998 - Klara Thormalm, nuotatrice svedese
- 1999 - Abdalla Abdelaziz, karateka egiziano
- 1999 - Ezequiel Barco, calciatore argentino
- 1999 - Amaré Barno, giocatore di football americano statunitense
- 1999 - Coby Bryant, giocatore di football americano statunitense
- 1999 - Giacomo Da Re, rugbista a 15 italiano
- 1999 - Gerald Díaz, calciatore portoricano
- 1999 - Hana Hayes, attrice statunitense
- 1999 - Sinan Karweina, calciatore tedesco
- 1999 - Adis Lagumdžija, pallavolista bosniaco
- 1999 - Stefano Manzi, pilota motociclistico italiano
- 1999 - Davide Nardini, nuotatore italiano
- 1999 - Malcolm Rodriguez, giocatore di football americano statunitense
- 1999 - Matthew Romios, tennista australiano
- 1999 - Bartosz Slisz, calciatore polacco
- 1999 - Jasper ter Heide, calciatore olandese
- 2000 - Wilinton Aponzá, calciatore colombiano
- 2000 - Brian Asamoah, giocatore di football americano statunitense
- 2000 - Lil Jolie, cantautrice italiana
- 2000 - Gonzalo Córdoba, calciatore argentino
- 2000 - Klaudia Domaradzka, slittinista polacca
- 2000 - Gabriel Chapecó, calciatore brasiliano
- 2000 - Jireel, cantante e rapper angolano
- 2000 - Aljoša Matko, calciatore sloveno
- 2000 - Juan Manuel Sanabria, calciatore uruguaiano
- 2000 - Alina Tararyčenkova, skeletonista russa

## XXI secolo(29)
- 2001 - Alexis Beka Beka, calciatore francese
- 2001 - Lucas Beltrán, calciatore argentino
- 2001 - Gonçalo Borges, calciatore portoghese
- 2001 - Hector Pardoe, nuotatore britannico
- 2001 - Wiktor Pleśnierowicz, calciatore polacco
- 2001 - Nadav Raisberg, ciclista su strada e mountain biker israeliano
- 2002 - Naouirou Ahamada, calciatore francese
- 2002 - Jeremy Antonisse, calciatore olandese
- 2002 - Francesco Cassia, pallanuotista italiano
- 2002 - Mohamed Taabouni, calciatore olandese
- 2002 - Bastien Tronchon, ciclista su strada francese
- 2002 - Cem Türkmen, calciatore turco
- 2003 - Valentin Dumitrache, calciatore rumeno
- 2003 - Will Johnson, giocatore di football americano statunitense
- 2003 - Elias Keck, fondista tedesco
- 2003 - Rachele Mori, martellista italiana
- 2003 - Nicolás Palavecino, calciatore argentino
- 2003 - Darío Sarmiento, calciatore argentino
- 2003 - Kristijan Stojanov, calciatore bulgaro
- 2004 - Alëna Falej, tennista bielorussa
- 2004 - Kevyson, calciatore brasiliano
- 2004 - Ondřej Kričfaluši, calciatore ceco
- 2004 - Niklas Ødegård, calciatore norvegese
- 2005 - Junior Ndiaye, calciatore francese
- 2005 - Il'ja Rožkov, calciatore russo
- 2005 - Nils Zätterström, calciatore svedese
- 2006 - Ismael Konate, calciatore italiano
- 2006 - Jazmine Lam, giocatrice di badminton australiana
- 2007 - Denyor Cicilia, calciatore olandese

## Senza anno specificato(2)
- Gaetano Ottani, cantante, pittore e scenografo italiano († 1801)
- Akira Ozaki, fumettista giapponese